# Paola Hernández
Paola Hernández Díaz (Santa Cruz de Tenerife, Canarias; 25 de julio de 2002) es una futbolista española. Juega de centrocampista y su equipo actual es el Granadilla Tenerife de la Primera División de España.

## Estadísticas
Actualizado al último partido disputado el 15 de noviembre de 2020
| Club                         | Div.          | Temporada     | Liga  | Liga  | Copas nacionales(1) | Copas nacionales(1) | Copas internacionales(2) | Copas internacionales(2) | Total | Total |
| Club                         | Div.          | Temporada     | Part. | Goles | Part.               | Goles               | Part.                    | Goles                    | Part. | Goles |
| ---------------------------- | ------------- | ------------- | ----- | ----- | ------------------- | ------------------- | ------------------------ | ------------------------ | ----- | ----- |
| Granadilla Tenerife · España |               |               |       |       |                     |                     |                          |                          |       |       |
| 1.ª                          | 2017-18       | 3             | 0     | 0     | 0                   | 0                   | 0                        | 3                        | 0     |       |
| 1.ª                          | 2018-19       | 2             | 0     | 0     | 0                   | 0                   | 0                        | 2                        | 0     |       |
| 1.ª                          | 2019-20       | 18            | 1     | 0     | 0                   | 0                   | 0                        | 18                       | 1     |       |
| 1.ª                          | 2020-21       | 17            | 0     | 0     | 0                   | 0                   | 0                        | 6                        | 0     |       |
| Total club                   | Total club    | 29            | 1     | 0     | 0                   | 0                   | 0                        | 29                       | 1     |       |
| Total carrera                | Total carrera | Total carrera | 29    | 1     | 0                   | 0                   | 0                        | 0                        | 29    | 1     |